# Frida (cràter)
Frida és un cràter d'impacte en el planeta Venus de 21,6 km de diàmetre. Porta el nom d'un antropònim suec, i el seu nom va ser aprovat per la Unió Astronòmica Internacional el 1985.